# Jan Arnošt Smoler
Jan Arnošt Smoler ([ˈjan ˈaʀnɔʃt ˈsmɔlɛʀ], în germană Johann Ernst Schmaler; n. 3 martie 1816, Merzdorf⁠(d), Boxberg/O.L., Saxonia, Germania – d. 13 iunie 1884, Bautzen, Regatul Saxoniei, Germania) a fost un scriitor și editor sorab. A fost un lider al renașterii naționale sorabe din secolul al XIX-lea: a îndeplinit un rol cheie în revitalizarea limbilor sorabe și a susținut, de asemenea, o formă a panslavismului.

## Biografie
Jan Arnošt Smoler s-a născut în satul Łućo, în prezent Merzdorf. Tatăl său, Jan Karol Smoler, a lucrat acolo ca profesor, iar în 1821 a fost transferat în satul Lohsa, unde a fost, de asemenea, și cantor la parohia evanghelică locală. În 1830 tânărul Smoler și-a început studiile la gimnaziul din Bautzen. Aici a organizat un grup de studiu pentru colegii săi luzațieni, al cărui scop era aprofundarea cunoștințelor în domeniul limbii și culturii sorabe. Smoler l-a cunoscut în 1835 pe Handrij Zejler, care a venit ca pastor în satul Lohsa. În 1836, sub influența lui Zejler, Smoler și-a început studiile teologice la Universitatea din Wrocław. I-a adunat pe sorabii care studiau în oraș și a organizat Societatea Luzațiano-Germană pentru Studiul Istoriei și Limbilor Luzațiene. El a îndeplinit inițial funcția de secretar al societății și din 1839 pe cea de președinte. În 1839 a propus efectuarea unor modificări a ortografiei limbilor sorabe. Propunerea lui a fost publicată în 1842 în Scurtă conferință cu privire la regulile generale de ortografie (Krotke wulozenje powsitkowlleho prawjepisanja).
În anii 1841–1843 a publicat o vastă colecție de cântece și basme populare luzațiene intitulată Pjesnički hornych a delnych Łužiskich Serbow, care are o importanță fundamentală pentru etnografia luzațiană.
În 1842 a început să studieze limbile slave la Universitatea din Wrocław, dar a abandonat aceste studii în 1845 și s-a întors la Bautzen. La 8 aprilie 1845 a organizat o întâlnire a activiștilor culturali luzațieni la care s-a adoptat decizia înființării organizației științifico-culturale sorabe Maćica Serbska. Smoler a fondat și redactat revista organizației intitulată Časopis Towarstwa Maćicy Serbskeje. La finalul întâlnirii, la care au participat, printre alții, H. Zejler, Korla Awgust Mosak-Kłosopólski, Křesćan Bohuwěr Pful, după un spectacol coral în care au fost interpretate cântece germane și slave, s-a decis organizarea unui concert anual intitulat Spewanske swjedźenje („Festivalul Cântecului”). În 1847, din cauza imposibilității de a obține un post de pastor în Luzația, a plecat la Leipzig, unde a preluat activitatea de redactare a revistei Jahrbücher für slavische Literatur, Kunst und Wissenschaft, al cărei fondator, slavistul J.P. Jordan, a plecat la Praga. În timp ce locuia la Leipzig, a lucrat, de asemenea, pe postul de corector la editura Brockhaus. În 1848 s-a întors definitiv la Bautzen și a locuit în suburbia Židow, care este acum o parte componentă a orașului. El a preluat de la Handrij Zejler activitatea de redactare a ziarului Tydźenska Nowina (care a fost redenumit în 1854 Serbske Nowiny pentru a scoate în evidență caracterul său național), pe care l-a publicat până la moartea sa.
În timpul Primăverii Națiunilor (1848–1849), Smoler a fost un susținător al loialității sorabilor față de rege și guvernul Saxoniei, mizând că va obține ulterior unele concesii. Atunci când Mihail Bakunin a venit la Bautzen în 1849 pentru a-l convinge pe Smoler să sprijine Revoluția din Saxonia, Smoler a afirmat că nu este de acord cu aceasta și, sub influența sa, mișcarea luzațiană a rămas loială monarhiei saxone. După înăbușirea revoluției, guvernul saxon a fost de acord cu anumite concesii pentru sorabii luzațieni în domeniul politicii culturale (predarea limbii sorabe superioare în câteva școli din Luzația, inclusiv într-un gimnaziu din Bautzen, folosirea gratuită a unor traducători de sorabă superioară la instanțele judecătorești din Luzația). În 1850 Smoler a devenit profesor de sorabă superioară la un gimnaziu din Bautzen, iar un an mai târziu a publicat o lucrare de gramatică a limbii sorabe intitulată Mała recnica serbska.
În 1872 Smoler a devenit președinte al organizației Maćica Serbska și a început să strângă fonduri pentru a construi o casă culturală sorabă. A călătorit prin Europa pentru a colecta bani în acest scop. În 1875 a ajuns în orașul Poznań, unde a vizitat Hotelul Bazar, care a devenit modelul pentru clădirea organizației Maćica Serbska. A murit pe 13 iunie 1884 la Bautzen.